# Flaga Meksyku
Flaga Meksyku składa się z trzech pionowych pasów: zielonego, białego i czerwonego. Na środku umieszczony jest wizerunek orła siedzącego na opuncji i pożerającego grzechotnika, który symbolizuje Tenochtitlán – dawną stolicę Azteków. Proporcja flagi wynosi 4:7.
Ostatni wariant flagi został przyjęty 16 września 1968 roku.

## Symbolika
Według wykładni zgodnej z republikańskim charakterem państwa, kolor zielony symbolizuje nadzieję, biały – czystość i jedność, czerwony – poległych bohaterów narodowych.

## Historia
Barwy zielona, biała i czerwona pojawiły się w Meksyku po raz pierwszy w roku uzyskania niepodległości – 1821. Symbolizować wówczas miały: zielony – niepodległość, biały – religię katolicką, czerwony – jedność narodu złożonego z "Europejczyków" i "Amerykanów" tj. potomków białych Kreoli i potomków Indian. W dniu 2 listopada 1821 flaga w układzie pionowych pasów zielonego, białego i czerwonego i z godłem w postaci orła na opuncji została ustanowiona przez tymczasowego prezydenta Augustino de Itubride. W późniejszym okresie mimo przewrotów, rewolucji i zmian ustroju (cesarstwo 1821–1823, republika 1823–1864, cesarstwo 1864–1867 i ostatecznie republika od 1867) zasadnicza forma flagi pozostawała ta sama, zmieniały się jedynie wielokrotnie szczegóły godła (np. w okresach cesarstwa orzeł miał koronę, w okresach republikańskich – nie).
Od 1821 do 1968 była także używana odrębna bandera handlowa w postaci "czystej" trójkolorowej flagi bez godła, została ona jednak wycofana ostatecznie z powodu możliwości pomyłki z flagą Włoch.
| Ewolucja meksykańskiej flagi                 |        |                                                                                        |
|                                              |        | Flaga używana przez bojowników o niepodległość w 1821                                  |
| Pierwsza flaga narodowa                      |        | Flaga pierwszego cesarstwa 1821–1823 (Augustyn I).                                     |
| Druga flaga narodowa                         |        | Flaga republiki 1823–1864                                                              |
| Trzecia flaga narodowa                       |        | Flaga drugiego cesarstwa 1864–1867 (Maksymilian I). Proporcje 1:2                      |
| Druga flaga narodowa przywrócona (1867–1968) |        | Przywrócona flaga republiki z lat 1867–1893.                                           |
| Druga flaga narodowa przywrócona (1867–1968) | Meksyk | Flaga z lat 1893–1916. Proporcje 2:3                                                   |
| Druga flaga narodowa przywrócona (1867–1968) | Meksyk | Flaga z lat 1916–1934, wprowadzona przez prezydenta Venustiano Carranza. Proporcje 2:3 |
| Druga flaga narodowa przywrócona (1867–1968) | Meksyk | Flaga z lat 1934–1968, nowe godło zaprojektował Jorge Enciso. Proporcje 2:3            |
| Czwarta flaga narodowa                       | Meksyk | Przyjęta 16 września 1968. Godło zaprojektował Francisco Eppens Helguera.              |